# Ортакёй (мечеть)

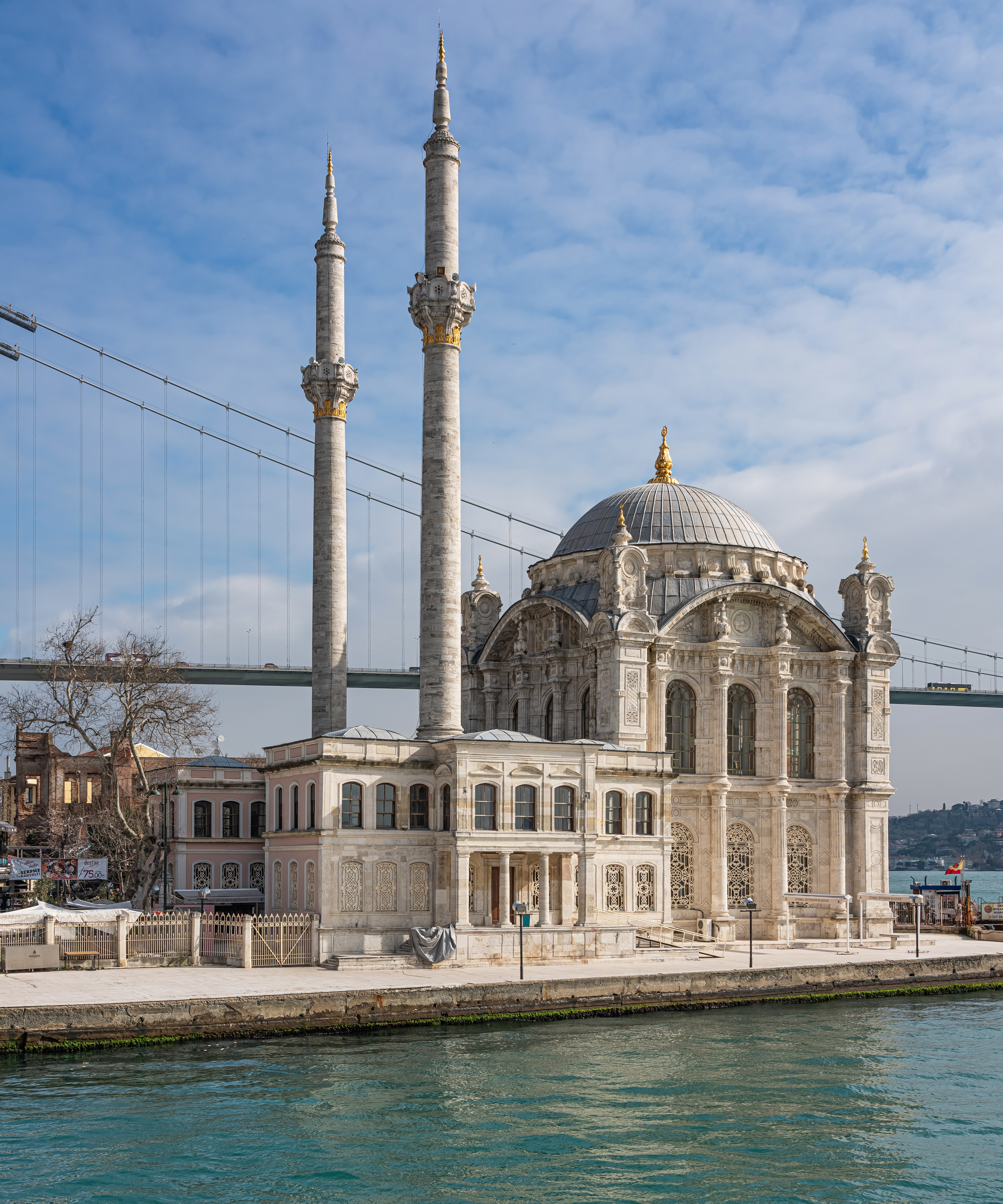
Мечеть Ортакёй

Ортакёй (тур. Ortaköy Camii), официальное название Больша́я мече́ть Меджидие́ (тур. Büyük Mecidiye Camii) — мечеть в Стамбуле. Расположена в новой части города в районе Ортакёй рядом с Босфорским мостом. Построена в 1853—1854 годах, имеет два минарета.
Мечеть возведена в стиле османского барокко. Султан Абдул-Меджид I в 1853 году поручил её строительство армянскому архитектору Никогосу Бальяну, который возвел её в кратчайшие сроки. К мечети примыкают два минарета из белых каменных плит, каждый из них имеет отдельный балкон (шерефе). Как и все мечети, построенные в эпоху Абдул-Меджида I, мечеть Ортакёй состоит из двух частей: гарема и личных помещений султана «хункяр». Внутренняя часть этой однокупольной мечети украшена розовыми мозаиками. Высокие и широкие окна пропускают солнечный свет и отражают переливающиеся всеми цветами радуги воды Босфора. Молитвенная ниша была выполнена из мрамора и дополнена мозаиками, а мрамор кафедры в свою очередь покрыт порфиром.

## История
На месте мечети Ортакёй раньше стояла мечеть, созданная по заказу зятя визиря Ибрагима-паши. Построенная в 1721 году, она была разрушена во время восстания Патрона Халил. 
Нынешняя же мечеть, возведенная на ее месте, была заказана османским султаном Абдулмецидом и построена на руинах дворца Кантемир. Ее архитекторами были отец и сын Гарабет Амира Балян и Никогос Бальян, которые проектировали его в стиле нео-барокко (отцу принадлежат также проекты близлежащего дворца Долмабахче и мечети Долмабахче)

## Галерея

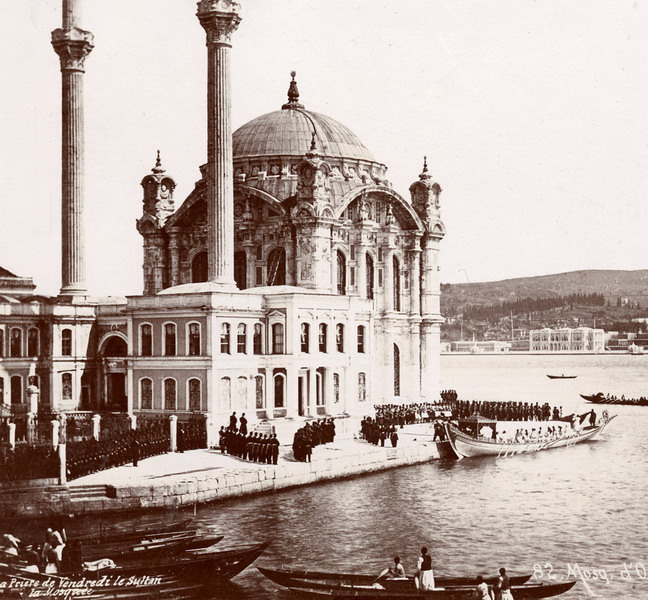
Фотография XIX-го века
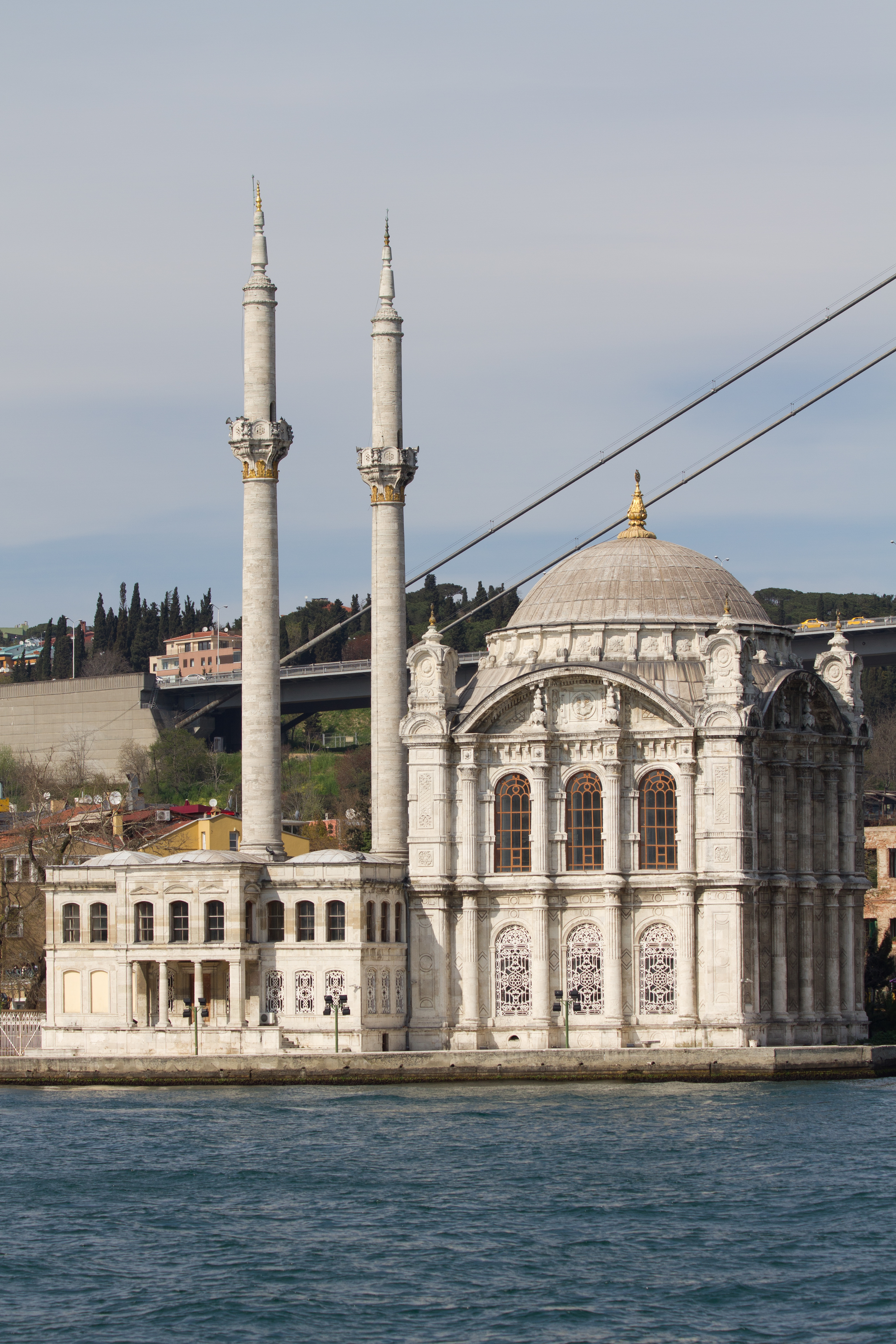
Мечеть Ортакёй, вид с Босфора
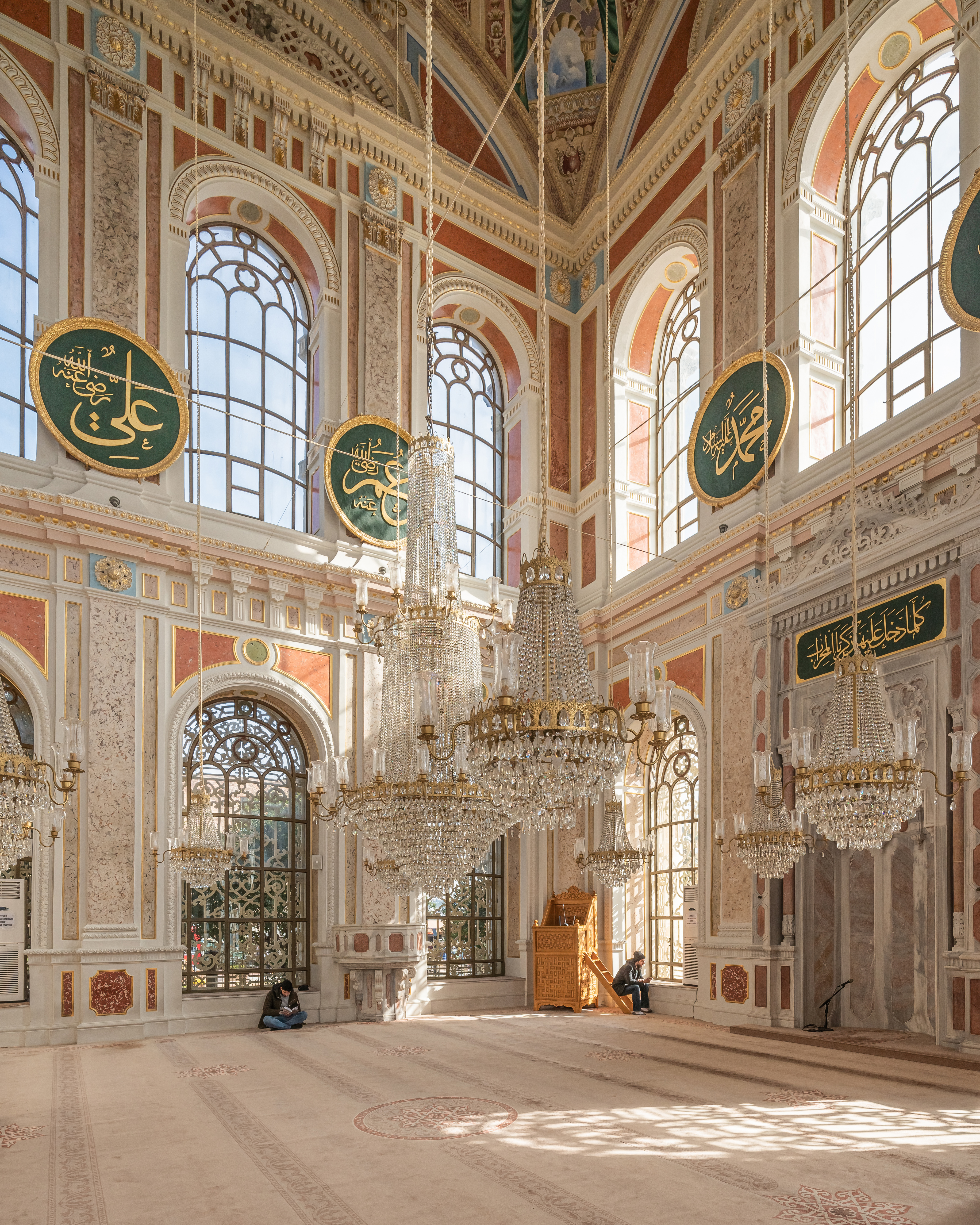
Интерьер мечети Ортакёй
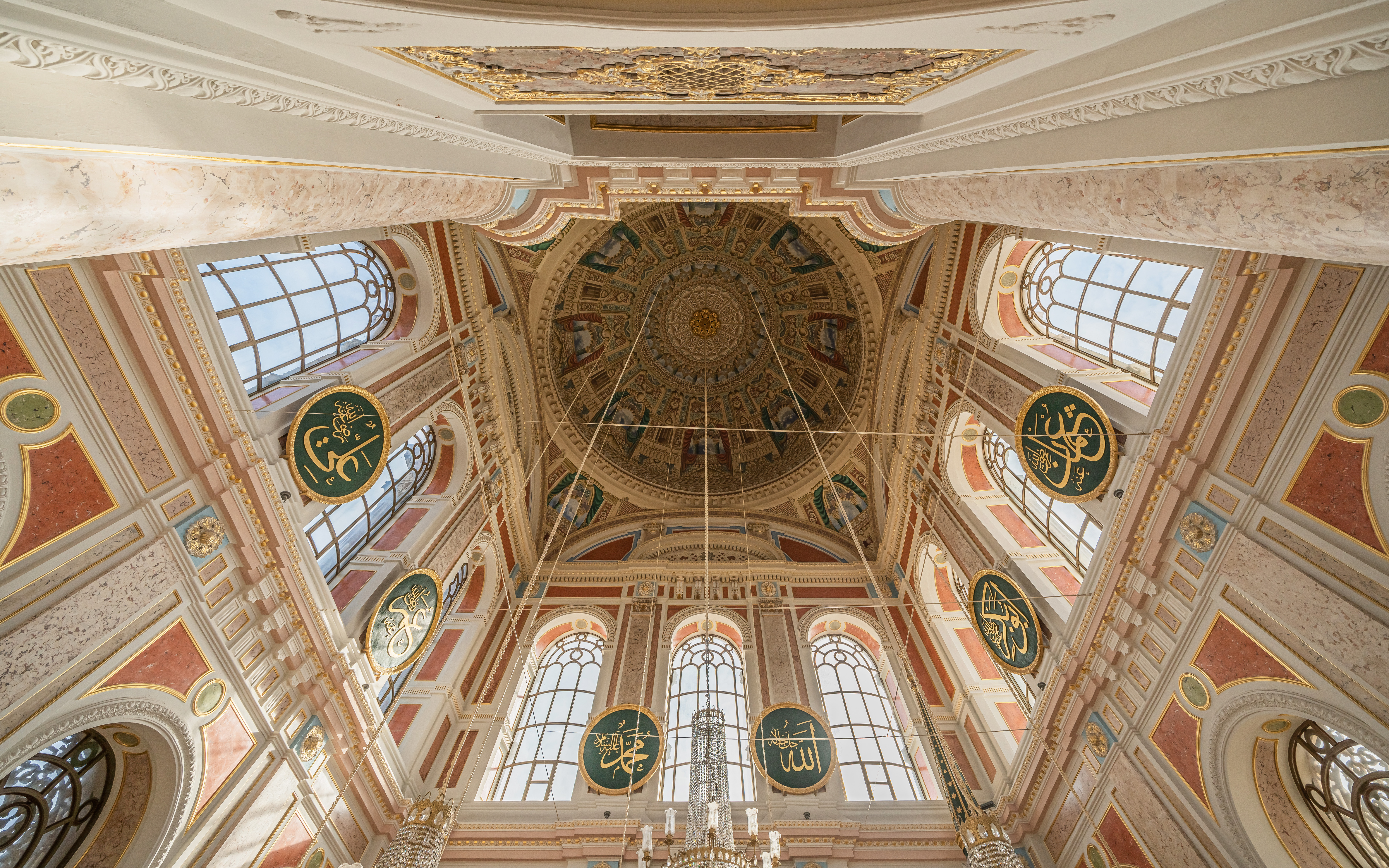
Внутренний вид купола
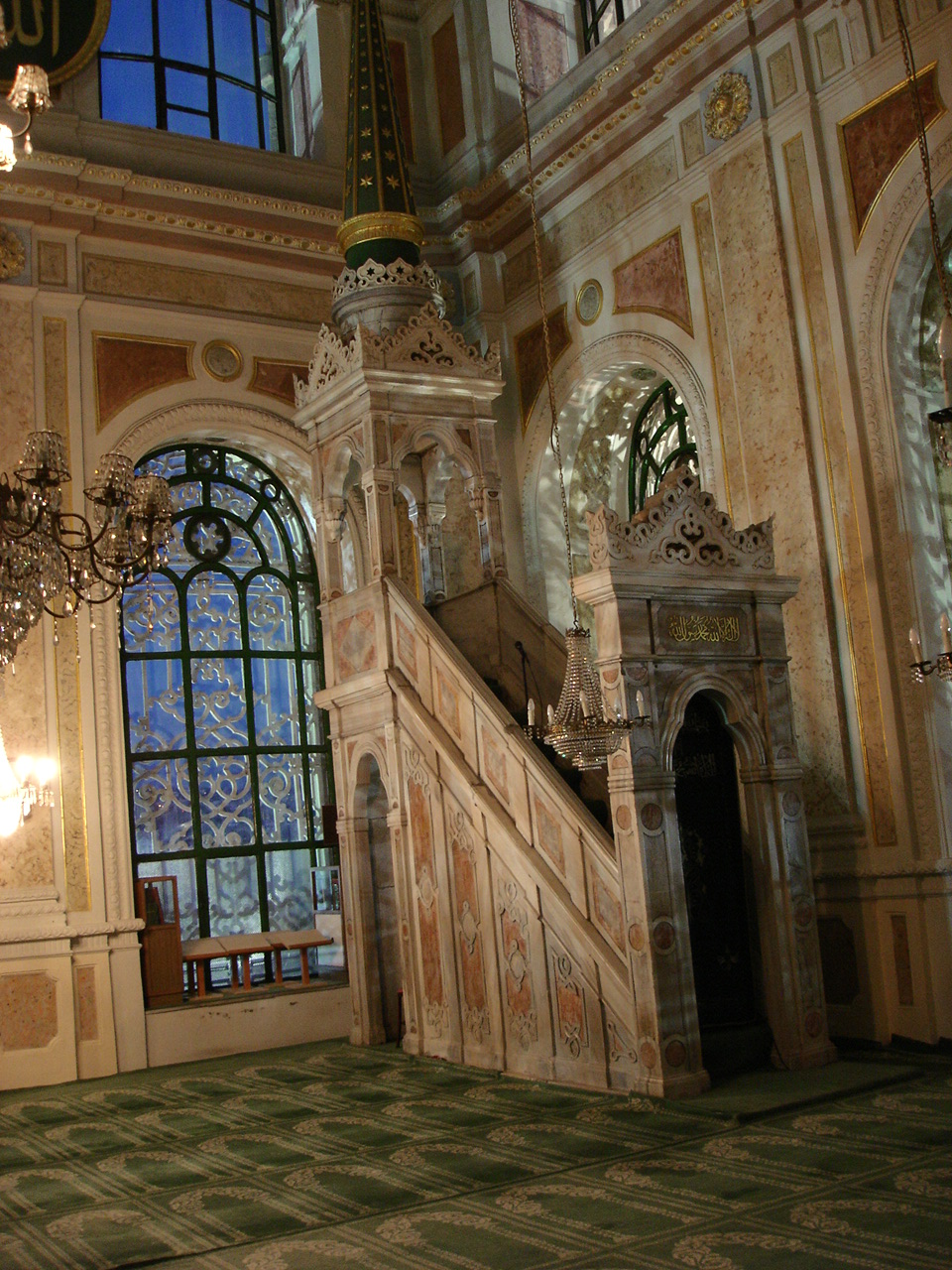
Минбар
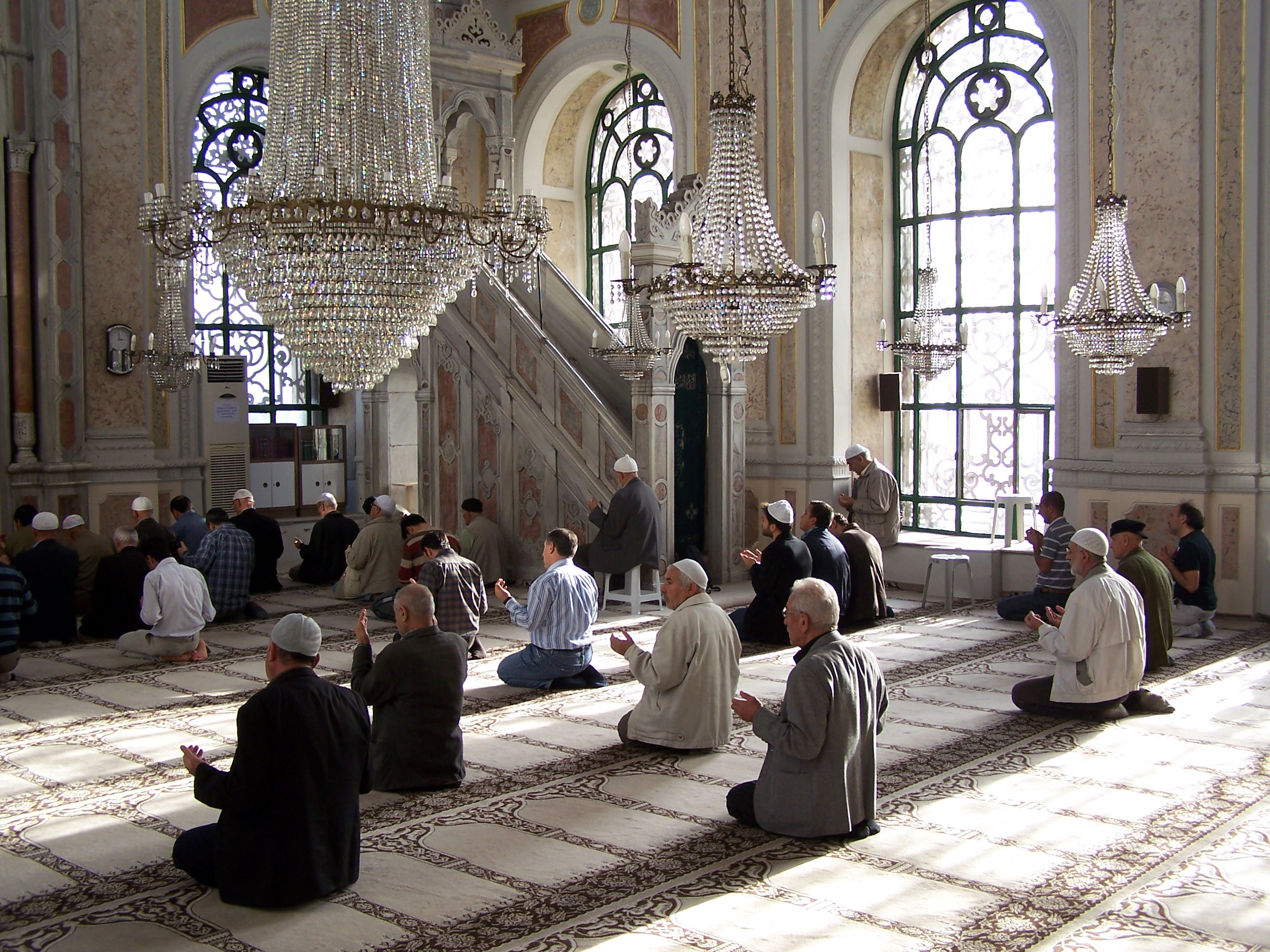
Верующие во время намаза